# Котьоночкін Олексій В'ячеславович
Олексій В'ячеславович Котьоночкін (нар. 16 червня 1958, Москва) — радянський і російський режисер-мультиплікатор, художник-постановник, сценарист.

## Біографія
Олексій Котьоночкін народився 16 червня 1958 року у Москві.
У 1975—1980 роках навчався у Строганівському училищі. З 1982 року працює художником-постановником та режисером на студії «Союзмультфільм».
У 2005—2006 роках створив 19-й та 20-й випуски мультфільму «Ну, постривай!».

## Сім'я
- Батько — В'ячеслав Котьоночкін (1927—2000), знаменитий художник-мультиплікатор, режисер, творець «Ну, постривай!»
- Дочка — Катерина Котьоночкіна, співачка.
- Зять — Тимур Ведерніков, російський музикант, гітарист, продюсер.

## Фільмографія

### Художник-постановник
- 1989 — «Людина нізвідки», сюжет кіножурналу «Фітіль № 323» (у титрах помилково вказано, як В. Котьоночкін)
- 1990 — «Чучело», сюжет кіножурналу «Гнобель № 332»
- 1990 — «Весела карусель» № 22. «Військова таємниця»
- 1995 — «Весела карусель» № 27. «Хто перший?»
- 2000 — «Весела карусель» № 32. «Два слони»
- 2005 — «Ну, постривай! (Випуск 19)»
- 2006 — «Ну, постривай! (Випуск 20)»
- 2012 — «Паровозик Тишка» (мультсеріал)
- 2014 — «Чукі-Кукі»
- 2014 — «Буба» (мультсеріал) — 7, 9-11, 14, 16, 17, 19 серії
- 2016 — «Нільс» (мультсеріал)
- 2017 — «Неймовірна пригода Нільса» (мультсеріал)
- 2019 — «Турбозаври» (мультсеріал)
- 2019 — «Woof Meow» / «Гав-Мяу» (мультсеріал)
- 2021 — «Команда Флори» (мультсеріал)
- 2022 — «Лісові історії» (мультсеріал)

### Сценарист
- 1990 — «Весела карусель» № 22. «Військова таємниця»
- 1995 — «Весела карусель» № 27. «Хто перший?»
- 2012 — «Новий рік» (мультфільм) з цикл Кумі-Кумі "
- 2012 — «Паровозик Тишка» (мультсеріал)
- 2015 — «Шмяк» (мультфільм) з циклу «Малишарики»
- 2015 — «Тіма і Тома» (мультсеріал) — 4, 6, 11, 17, 25, 39, 43 серії
- 2015 — «Неслухняні»
- 2018 — «Ягідний пиріг» (мультфільм) з циклу «Помаранчева корова»
- 2019 — «Турбозаври» (мультсеріал)
- 2019 — «Woof Meow» / «Гав-Мяу» (мультсеріал)

### Художник
- 1982 — «Стара платівка»
- 1983 — «Попався, який кусався!»
- 1983 — «Звичайне диво», сюжет кіножурналу «Фітіль № 253»
- 1984 — «Бризки шампанського», сюжет кіножурналу «Фітіль № 266»
- 1984 — «Очевидне-неймовірне», сюжет кіножурналу «Фітіль № 269»
- 1986 — «Весела карусель» № 18. «Під ялинкою»
- 1986 — «Спогади про майбутнє», сюжет кіножурналу «Фітіль № 287»
- 1986 — «Про всяк випадок», сюжет кіножурналу «Фітіль № 292»
- 1987 — «Чарівний перстень», сюжет кіножурналу «Фітіль № 298»
- 1987 — «Серед білого дня», сюжет кіножурналу «Фітіль № 303»
- 1988 — «Нечиста сила», сюжет кіножурналу «Фітіль № 315»
- 1988 — «Острів іржавого генерала»
- 1988 — «Кошеня з вулиці Лізюкова»
- 1989 — «Людина нізвідки», сюжет кіножурналу «Фітіль № 323»
- 1990 — «Весела карусель» № 22. «Військова таємниця»
- 1990 — «Чучело», сюжет кіножурналу «Фітіль № 332»
- 1991 — «Вірний засіб», сюжет кіножурналу «Фітіль № 353»
- 1993 — «Ну, постривай! (Випуск 17)»
- 1993 — «Ну, постривай! (Випуск 18)»
- 1995 — «Весела карусель» № 27. «Хто перший?»

- 1989 — «Клітка»
- 1992 — «Леато і Феофан: Партія в покер»